# Heinz Bake
Heinz Bake (* 14. März 1928 in Süplingen) ist ein ehemaliger deutscher Fußballspieler. Für die SG EHW / BSG Stahl Thale bestritt er zwischen 1950 und 1954 18 Spiele (vier Tore) in der DDR-Oberliga, der höchsten Spielklasse im DDR-Fußball. 1950 wurde er mit der SG EHW DDR-Pokalsieger.

## Sportliche Laufbahn
Mit 22 Jahren wurde Heinz Bake mit der Sportgemeinschaft SG Eisenhüttenwerk Thale 1950 Fußballmeister von Sachsen-Anhalt. Vier Monate später gewann er als rechter Verteidiger mit seiner Mannschaft den DDR-Fußballpokal mit einem 4:0-Sieg über die Betriebssportgemeinschaft (BSG) KWU Erfurt. Zuvor hatte sich die SG Eisenhüttenwerk in einer Aufstiegsrunde für die DDR-Liga-Saison 1950/51 qualifiziert. Die Mannschaft ging mit Bake als Verteidiger im Aufgebot an den Start. Er wurde bereits im ersten Oberligaspiel eingesetzt und bestritt auch die folgenden drei Punktspiele. Danach wurde er nur noch sporadisch aufgeboten und kam bis zum Saisonende bei einer Gesamtzahl vom 34 Spielen nur auf elf Einsätze, in denen er vier Tore erzielte. In den folgenden drei Spielzeiten, in denen die SG EWW in die BSG Stahl umgewandelt wurde, war Bake nur Ergänzungsspieler und kam in dieser Zeit lediglich in sieben Oberligaspielen zum Einsatz. Am 25. Spieltag der Saison 1953/54 bestritt er sein letztes Spiel in der Oberliga und beendete danach seine Karriere im höherklassigen Fußball.